# Teinobasis dominula
Teinobasis dominula – gatunek ważki z rodziny łątkowatych (Coenagrionidae).